# Derolus blaisei
Derolus blaisei är en skalbaggsart som beskrevs av Maurice Pic 1923. Derolus blaisei ingår i släktet Derolus och familjen långhorningar.
Artens utbredningsområde är Laos. Inga underarter finns listade i Catalogue of Life.